# Eugen Wullen
Eugen Wullen (* 6. Februar 1892 in Gerstetten; † 15. Januar 1967 in Esslingen am Neckar) war ein Offizier, zuletzt Generalarzt der deutschen Luftwaffe im Zweiten Weltkrieg.

## Leben
Beförderungen
- 1. März 1915 Unteroffizier
- 13. Oktober 1915 Vizewachtmeister
- 28. Januar 1916 Leutnant der Reserve
- 24. März 1921 Charakter als Oberleutnant der Reserve
- 1. Januar 1937 Stabsarzt der Reserve
- 1. August 1937 Oberstabsarzt
- 1. November 1940 Oberfeldarzt
- 1. Juni 1942 Oberstarzt
- 1. Oktober 1944 Generalarzt

### Frühe Jahre und Erster Weltkrieg
Wullen absolvierte von 1911 bis 2. August 1914 ein Medizinstudium an der Universität Tübingen (seit 1911 Mitglied der Studentenverbindung Landsmannschaft Ghibellinia Tübingen). sowie an der Universität München, welches jedoch vom Ersten Weltkrieg unterbrochen wurde. Als Kriegsfreiwilliger trat er am 3. August 1914 dem 2. württembergischen Landwehr-Feldartillerie-Regiment bei. Vom 26. September 1914 bis 17. April 1917 diente er dort als Geschützführer und Batterieoffizier. Vom 22. November bis 9. Dezember 1914 war er im Lazarett. Am 18. April 1917 wurde er zum Stab seines Regiments abkommandiert, wo er am 13. Juni 1917 zum Ordonnanzoffizier ernannt wurde. Diese Position hielt er bis zum 6. Dezember 1918 inne. Während dieser Zeit war Wullen vom 2. Juni 1918 bis 8. Juni 1918 für wenige Tage zur Fliegerabteilung A 215 sowie vom 7. Dezember 1918 bis 24. Dezember 1918 zum 3. Württembergischen Feldartillerie-Regiment Nr. 49 kommandiert gewesen.

### Zwischenkriegszeit
Am 24. Dezember 1918 schied Wullen als Leutnant der Reserve aus dem aktiven Wehrdienst aus und nahm am folgenden Tag sein Medizinstudium in München, später auch erneut in Tübingen wieder auf. Sein medizinisches Praktikum absolvierte er vom 1. Mai 1920 bis zum 1. Februar 1921 im städtischen Krankenhaus von Bad Cannstatt, wo er zuletzt Assistenzarzt war. Hier erhielt er 28. Oktober 1920 seinen Doktorgrad Dr. med. verliehen. Anschließend arbeitete er vom 16. Februar 1921 bis Ende März 1937 als praktischer Arzt in Horrheim (Kreis Vaihingen/Enz) und Eßlingen am Neckar. 1924 kandidierte er für den Völkisch-Sozialen Block.
Während dieser Zeit kam Wullen auch erstmals in Kontakt mit der Wehrmacht, wo er von Mitte Juli 1935 bis 11. August 1935 zeitweise als Hilfsarzt beim Wehrbezirks-Kommando in Ludwigsburg eingesetzt war. Hier erfolgte auch am 1. Januar 1937 sein Eintritt in die Reserve des Heeres. Ebenfalls im Januar 1937 wurde er Ehrenbürger der Stadt Horrheim. Diese wurde ihm im März 1946 wieder aberkannt, später aber wieder zugesprochen.
Vom 1. April 1937 bis Ende Juli 1937 war Wullen Vertragsarzt beim Luftgau-Kommando 15 in Stuttgart, um danach vom 1. August 1937 bis Ende Juni 1938 ebenda als E-Offizier (Ergänzungsoffizier) der Luftwaffe in der Funktion eines Luftgauarztes zu dienen. Am 1. Juli 1938 erfolgte seine Versetzung nach München, wo er bis zum 11. April 1939 beim Stabe des Luftgau-Kommandos VII tätig war.

### Zweiter Weltkrieg
Im Zuge der Allgemeinen Mobilmachung wurde Wullen am Folgetag nach Berlin versetzt, wo er bis zum 24. Mai 1940 Personalreferent bei der Sanitätsinspektion der Luftwaffe im Reichsluftfahrtministerium (RLM) war. Nach der Besetzung Hollands durch deutsche Truppen, wurde er dort am 25. Mai 1940 zum Luftgauarzt Holland ernannt, wo er zugleich Kommandeur der Luftgau-Sanitäts-Abteilung Holland war. Diese Position hielt Wullen bis Ende September 1941 inne. Im Anschluss hieran kehrte er zum RLM nach Berlin zurück, wo er bis zum 2. Januar 1944 zunächst die Funktion des Luftgauarztes III innehatte sowie später als Chef des Stabes der Inspektion des Sanitätswesens der Luftwaffe agierte. 1942 war er zum Oberstarzt befördert worden. Am 3. Januar 1944 erfolgte seine Abkommandierung zum Luftwaffenkommando Südost unter General Stefan Fröhlich, wo er bis Ende Oktober 1944 als Leitender Sanitätsoffizier eingesetzt war. Zum 1. November 1944 wurde Wullen Leitender Sanitätsoffizier der deutschen Luftwaffe in Italien, dessen Funktion er bis Kriegsende innehielt. Im April 1945 geriet er in US-amerikanischen Kriegsgefangenschaft, wo er vom 16. Mai 1945 bis August 1945 als Leitender Arzt des Fallschirmjäger-Kriegslazaretts 21 in Meran war.

### Nachkriegszeit
Vom 1. September 1948 bis zu seiner Pensionierung Ende Dezember 1959 arbeitete Wullen als praktischer Arzt in Eßlingen am Neckar. Im März 1958 wurde er wieder Ehrenbürger der Stadt Horrheim.